# Нисимея
Нисимея (яп. 西目屋村 Нисимэя-мура) — село в Японии, находящееся в уезде Накацугару префектуры Аомори. Площадь села составляет 246,05 км², население — 1479 человек (1 августа 2014), плотность населения — 6,01 чел./км².

## Географическое положение
Село расположено на острове Хонсю в префектуре Аомори региона Тохоку. С ним граничат города Хиросаки, Одатэ и посёлки Адзигасава, Фукаура, Фудзисато.

## Население
Население села составляет 1479 человек (1 августа 2014), а плотность — 6,01 чел./км². Изменение численности населения с 1980 по 2005 годы:
| 1980 | 2812 чел. |  |
| 1985 | 2474 чел. |  |
| 1990 | 2225 чел. |  |
| 1995 | 2138 чел. |  |
| 2000 | 2049 чел. |  |
| 2005 | 1597 чел. |  |

## Символика
Деревом села считается Fagus crenata, цветком — Rhododendron kaempferi, птицей — желна.